# Kola Shaler
Kola Shaler is een colamerk dat wordt geproduceerd in Nicaragua door "Kola Shaler Industrial". Het bedrijf werd opgericht door David Robleto Aleman. De ingrediënten van deze cola worden geïmporteerd uit Engeland. In vergelijking met de grote, bekende colamerken bevat Kola Shaler minder suiker en minder prik.
"Kola Shaler" is de populairste drank die wordt geproduceerd door "Kola Shaler Industrial" en is zelfs een van de populairste dranken van het land. Het staat dan ook wel bekend als de "nationale frisdrank van Nicaragua." Kola Shaler wordt ook geëxporteerd naar Miami, waar veel inwoners oorspronkelijk uit Midden-Amerika komen. Daarnaast bestaan plannen om de drank te exporteren naar Californië.